# Персі Следж
Пе́рсі Следж (англ. Percy Sledge; нар. 25 листопада 1940, Лейтон, Алабама, США — пом. 14 квітня 2015 Батон-Руж)  — американський ритм-енд-блюзавий та соул співак, автор текстів.
Як непрофесійний вокаліст, Следж був фронтменом популярного студентського гурту The Esquires Combo. Коли його рекомендували власнику студії «Norala Sound» Куїну Айві, він записав пісню «When A Man Loves A Woman». Ця композиція Камерона Люїса та Ендрю Райта з'явилась на синглі 1966 року і стала великим всесвітнім хітом, а з часом соул-стандартом. Пізніше артист записав серію балад на межі кантрі і соул, однак жодна з них не повторила успіху дебютного синглу. Проте твори «It Tears Me Up», «Out Of Left Field» (1967) та «Take Time To Know Her» були зараховані до найкращих досягнень соул-музики з півдня США.
Коли закінчився контракт з фірмою «Atlantic», Следж працював з фірмою «Capricorn», яка 1974 року видала його п'ятий альбом «I'll Be Your Everything». Після тривалої перерви у вісімдесятих роках з'явились альбоми «Percy» та «Wanted Again», що були витримані у стилі попередніх робіт.

## Дискографія
- 1966 — When A Man Loves A Woman
- 1966 — Warm & Tender Soul
- 1967 — The Percy Sledge Way
- 1968 — Take Time To Know Her
- 1969 — The Best Of Percy Sledge
- 1974 — I'll Be Your Everything
- 1984 — Any Day Now
- 1986 — If Loving You Is Wrong
- 1987 — Percy
- 1987 — When A Man Loves A Woman — The Ultimate Collection
- 1989 — Wanted Again